# Light & Magic
Light & Magic este al doilea album de studio al formației de muzică electronică Ladytron. Albumul standard conține 15 piese și a fost compus și produs în cea mai mare parte de formație cu ajutorul lui Mickey Petralia. Versiunile lansate în Marea Britanie și SUA au coperți diferite. Piesele lansate ca single au fost "Seventeen", "Blue Jeans" și "Evil".
Single-ul "Seventeen" a apărut în coloană sonoră a filmului Party Monsters.

## Ediții și conținut[2]
Toate piesele au fost compuse de Ladytron.

### Albumul standard
1. "True Mathematics" – 2:22
2. "Seventeen" – 4:37
3. "Flicking Your Switch" – 3:26
4. "Fire" – 2:49
5. "Turn It On" – 4:46
6. "Blue Jeans" – 4:13
7. "Cracked LCD" – 2:32
8. "Black Plastic" – 4:17
9. "Evil" – 5:34
10. "Startup Crime" – 3:30
11. "NuHorizons" – 4:03
12. "Cease2xist" – 4:37
13. "Re:agents" – 4:53
14. "Light & Magic" – 3:35
15. "The Reason Why" – 4:15

### Piese bonus
1. "Seventeen" (Soulwax Mix) – 4:05
2. "Cracked LCD" (Live in Sofia) – 5:15
3. "Light & Magic" (Live in Sofia) – 4:31
4. "Evil" (Pop Levi Mix) – 6:13

### Light & Magic (Remixed & Rare)
În 2009 Ladytron au lansat patru compilații cu remixuri pentru fiecare album de studio scos până în acel moment.
1. "Seventeen" (Soulwax Remix) – 4:28
2. "Blue Jeans 2.0" (UK Single Version) – 3:51
3. "Evil" (Axl of Evil Mix) – 4:08
4. "Blue Jeans" (Josh Wink Remix) – 6:05
5. "The Reason Why" (Alternate Version) – 4:24
6. "Light & Magic" (Alternate Version) – 3:42
7. "Cracked LCD" (Alternate Version) – 2:49
8. "Seventeen" (Justin Robertson]] Remix) – 7:06
9. "Blue Jeans" (Interpol Remix) – 3:57
10. "Evil" (Ewan Pearson Single Remix) – 4:15
11. "Seventeen" (Droyds 12 Remix) – 6:32
12. "Flicking Your Switch" (Mount Sims Remix 1) – 5:24
13. "Seventeen" (Darren Emerson Radio Edit) – 3:33
14. "Evil" (Tony Senghorne Remix) – 8:09
15. "Cease2xist" (Instrumental 2002) – 4:48
16. "Startup Chime" (Instrumental) – 3:42
17. "Evil" (M-Factor Remix) – 7:55
18. "Seventeen" (Acapella) – 4:45